# Christian Huetz de Lemps
Pour les articles homonymes, voir Huetz de Lemps.
Christian Huetz de Lemps, né le 12 mai 1938 à Charenton-le-Pont et mort le 3 octobre 2017 à Villenave-d'Ornon,,, est un géographe, historien et professeur émérite français.

## Biographie
Membre de l'école géographique tropicale de Bordeaux, il y enseigne de 1964 à 1990. Maître-assistant à l'UER de géographie de l'université Bordeaux III en 1968, il soutient sa thèse d'État sur "Les îles Hawaii, étude de géographie humaine" en 1977. En 1979, il devient directeur de l'Institut de géographie de Bordeaux, jusqu'en 1983.
Professeur à l'université de Bordeaux III, il y fonde en 1981 le Centre de recherches sur les espaces tropicaux (CRET) qu'il dirige de 1981 à 1992. En 1991, il est élu professeur de géographie tropicale à l'université de Paris-IV Sorbonne où il enseigne jusqu'à sa retraite en 2007. Il en dirige l'Institut de géographie et l'UFR de géographie de 1993 à 1998. 
En janvier 2007, il effectue une mission d'enseignement à l'université de Paris-Sorbonne Abou Dabi, puis est responsable des cours dans les trois cycles (L2-I3, Master 1 et 2). À sa retraite en 2007, il reçoit le titre de professeur émérite. 
Ses travaux de recherche débutent à l'île d'Yeu, puis par la suite sur les îles du Pacifique où il acquiert une reconnaissance internationale. Il est secrétaire général de la revue Les Cahiers d'Outre-Mer, et apporte son concours à plusieurs dictionnaires et encyclopédie : Dictionnaire du Grand Siècle, Dictionnaire de l'Ancien Régime, Dictionnaire d'histoire maritime, et l'Encyclopédie Universalis.
En 2011, il est élu membre de l'Académie nationale des Sciences, Belles-Lettres et Arts de Bordeaux.

## Œuvres
- 1960, Étude géographique et historique de l'île d'Yeu, thèse d'État, éditeur ?
- 1975, Géographie du commerce de Bordeaux à la fin du règne de Louis XIV, Paris-La Haye, Mouton, In-8°, 661.p. École des Hautes Études en Sciences Sociales. Centre de Recherche historiques. Civilisation et Sociétés[6].
- 1977, Étude de géographie humaine des îles Hawaii
- 2008, L'Asie-Pacifique des crises et des violences, avec Olivier Sevin, Presses universitaires Paris Sorbonne,  (ISBN 978-2-84050-571-6)
- 2010, Comme un parfum d'îles, florilège offert à Christian Huetz de Lemps (dir.) par Olivier Sevin, Jean-Louis Chaléard, Dominique Guillaud, préface de Pierre-Marie Decoudras, Paris, Presses universitaires Paris-Sorbonne, 512.p.,  (ISBN 2840507005)
- 2017, Le Paradis de l’Amérique. Hawaï, de James Cook à Barack Obama, Paris, Éditions Vendémiaire, 432 p.,  (ISBN 978-2-36358-274-4)

## Décorations
- Commandeur de l'ordre des Palmes académiques en 1998 (officier en 1987 et chevalier en 1981).